# Erewhon

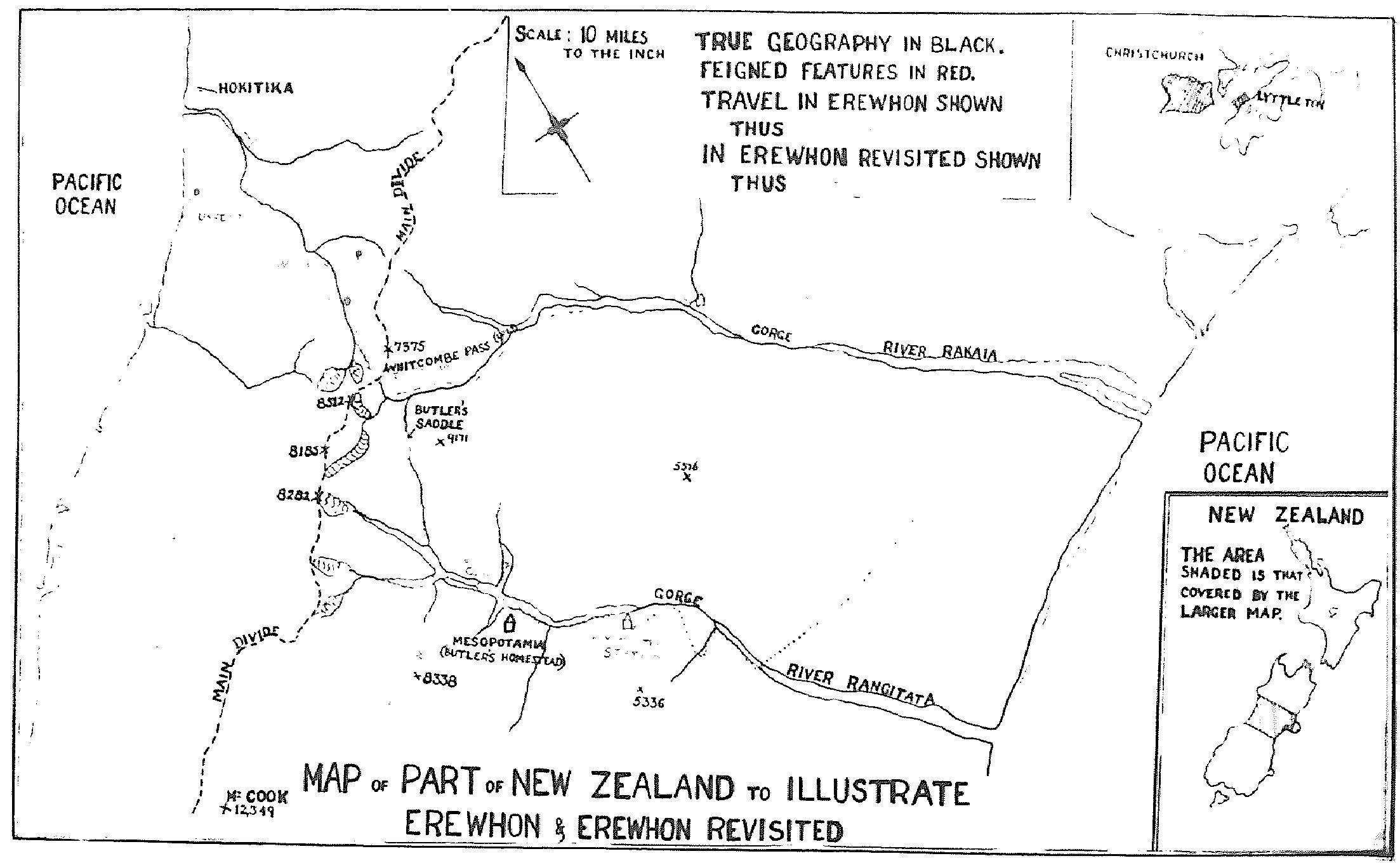
Die fiktive Landkarte von Erewhon

Erewhon, or Over the Range ist ein Roman des englischen Schriftstellers Samuel Butler aus dem Jahr 1872. Er spielt in einem fiktiven Land, das der Erzähler entdeckt. Der Name dieses Landes, Erewhon, ist ein Anagramm des englischen Wortes nowhere (nirgendwo), was wiederum eine freie Übersetzung des griechischstämmigen Begriffs Utopia ist. Bei dem Roman handelt es sich um ein Beispiel der Gattung Utopie, und zwar in Form einer Satire auf die Gesellschaft im viktorianischen England.
1901 erschien eine Fortsetzung unter dem Titel Erewhon Revisited.

## Inhalt
In den ersten Kapiteln beschreibt der Erzähler, ein junger Schafsfarmer namens Higgs, die Entdeckung des unbekannten Landes, das hinter den Bergen liegt, die er von seiner Farm aus sehen kann. Ihn treibt die Neugier und er begibt sich entgegen allen Warnungen auf die Entdeckungsreise dorthin.
Bei seiner Ankunft wird er sofort verhaftet, weil er eine Uhr bei sich trägt, was ihn verdächtig erscheinen lässt. Wie sich später herausstellt, gelten Maschinen jeder Art in Erewhon als gefährlich. Man fürchtet, dass sie sich eines Tages zu eigenständigen Lebewesen entwickeln und die Herrschaft übernehmen könnten.
Im Gefängnis kann Higgs sich der Aufmerksamkeit von Yram, der schönen Tochter des Aufsehers, erfreuen (auch die Namen der Charaktere sind Umkehrungen bekannter englischer Namen, Yram ist Mary). Sie wird allerdings ungehalten, als er ihr nach einiger Zeit erklärt, er fühle sich krank. Erst langsam erkennt Higgs, dass Krankheit in Erewhon als Verbrechen angesehen wird, wohingegen man sittliches Fehlverhalten als eine Krankheit behandelt. Damit deutet sich an, wie in dem Roman die üblichen Wertmaßstäbe umgekehrt werden, gleichsam wie in einem Zerrspiegel: Das ist das Prinzip der satirischen Darstellung. 
Als Higgs schließlich rehabilitiert ist, wird er als interessanter Fremder in die Hauptstadt geschickt, wo er dem König vorgestellt werden soll. Sein Betreuer dort ist der Kaufmann Nosnibor (umgekehrt Robinson), der sich gerade von einem schweren Anfall von Veruntreuung erholt hat. 
Der Roman endet damit, dass Higgs in einem Ballon das Land verlässt, nicht ohne vorher noch viele Eigenarten dieses Landes kennenzulernen.

## Bewertung
Auf diese Weise macht sich Butler über manche Aspekte des zeitgenössischen England lustig, nicht zuletzt auch über das Erziehungswesen. In Erewhon müssen alle Kinder in den Schulen, den Colleges of Unreason (Schulen der Unvernunft) die hypothetische Sprache lernen. Diese wurde vor Hunderten von Jahren gesprochen, heute aber spricht sie kein Mensch mehr. Wichtige Bücher und Abhandlungen werden dennoch weiterhin in dieser Sprache verfasst, und jeder, der es im Beruf zu etwas bringen will, muss sie beherrschen. Es wird klar, dass Butler damit die Tatsache kritisiert, dass das Lateinische in England lange als wichtiges Element einer höheren Bildung, vor allem in den Grammar Schools, angesehen wurde.
Butler bezieht in seine satirische Kritik auch die gigantischen Bankhäuser seiner Zeit ein, die er mit Kirchen gleichsetzt, in denen Geldgeschäfte wichtiger sind als Gottesdienst.
In diesem fiktiven Land gilt schon der Besitz einer Uhr als strafbar, da bedingt durch die Industrialisierung die Menschen den Zeitraum, in dem sie Arbeit verrichteten, nun in einen zwischen zwei auf die Minute exakten Zeitpunkten liegenden Zeitraum legen mussten, wodurch ein zeitlich gebundener Stress entstand. (Ihre Arbeit wurde genau dann verlangt, wenn die Maschinen liefen.)
Butlers Roman steht einerseits in der Tradition der Utopischen Literatur von Thomas More (Utopia) bis H. G. Wells (A Modern Utopia), andererseits in der Satire von Jonathan Swifts Gullivers Reisen bis zu George Orwells Farm der Tiere.